# Nagy-Szénás
A Nagy-Szénás a Budai-hegységben található hegy, a Szénások csoportjának tagja. A hegység egyik legmagasabb hegye.

## Leírása
A hegy csúcsa közigazgatásilag Nagykovácsihoz tartozik, és nincs messze Nagykovácsi és Pilisszentiván határvonalától. Szigorúan védett terület. A hegytető többnyire kopár, fűvel és kövekkel borított, míg az alacsonyabb területek erdősek. A hegytető környékén gyakran fúj erős szél. Csúcsáról körpanoráma nyílik a Pilis és a Budai-hegység vonulataira. A különösen szép kilátás a hegytető tömbszerűen elkülönült fekvésének, kopárságának és nagy magasságának köszönhető.
Fő tömege két alacsonyabb és egy magasabb dolomitkúpból áll. A hegy oldalában két kis barlang található, a Nagyszénási-barlang és a Nagyszénási-sziklaüreg. Északnyugati lejtőjén fakad a Bükkös-kút.

## Turizmus
A Nagy-Szénás csúcsán halad át az Országos Kéktúra 13-as számú szakasza. Nagykovácsiból a 2 km hosszú Nagy-Szénás tanösvény vezet fel a hegyre, ami a Szénások egyedülálló élővilágát mutatja be.
A csúcs alatt 1926 és 1979 között működött a Nagy-szénási turistaház. Jelenleg csak egy, az 1980-as évek elején emelt emlékfal és az 1986-ban állított emléktábla jelöli az egykori turistaház helyét.
A hegyet érinti még a Pilisszentiván sporttelepétől induló és másfél-két órás gyaloglást követően ugyanoda visszatérő Jági-tanösvény is, amely az Aranyhegyi-patak felső szakasza és az abból kiágazó Vadász-réti-patak völgye mentén, illetve az utóbbi patak felduzzasztásával létrehozott Jági-tó mellett halad. A jági név sváb eredetű.

## Képgaléria

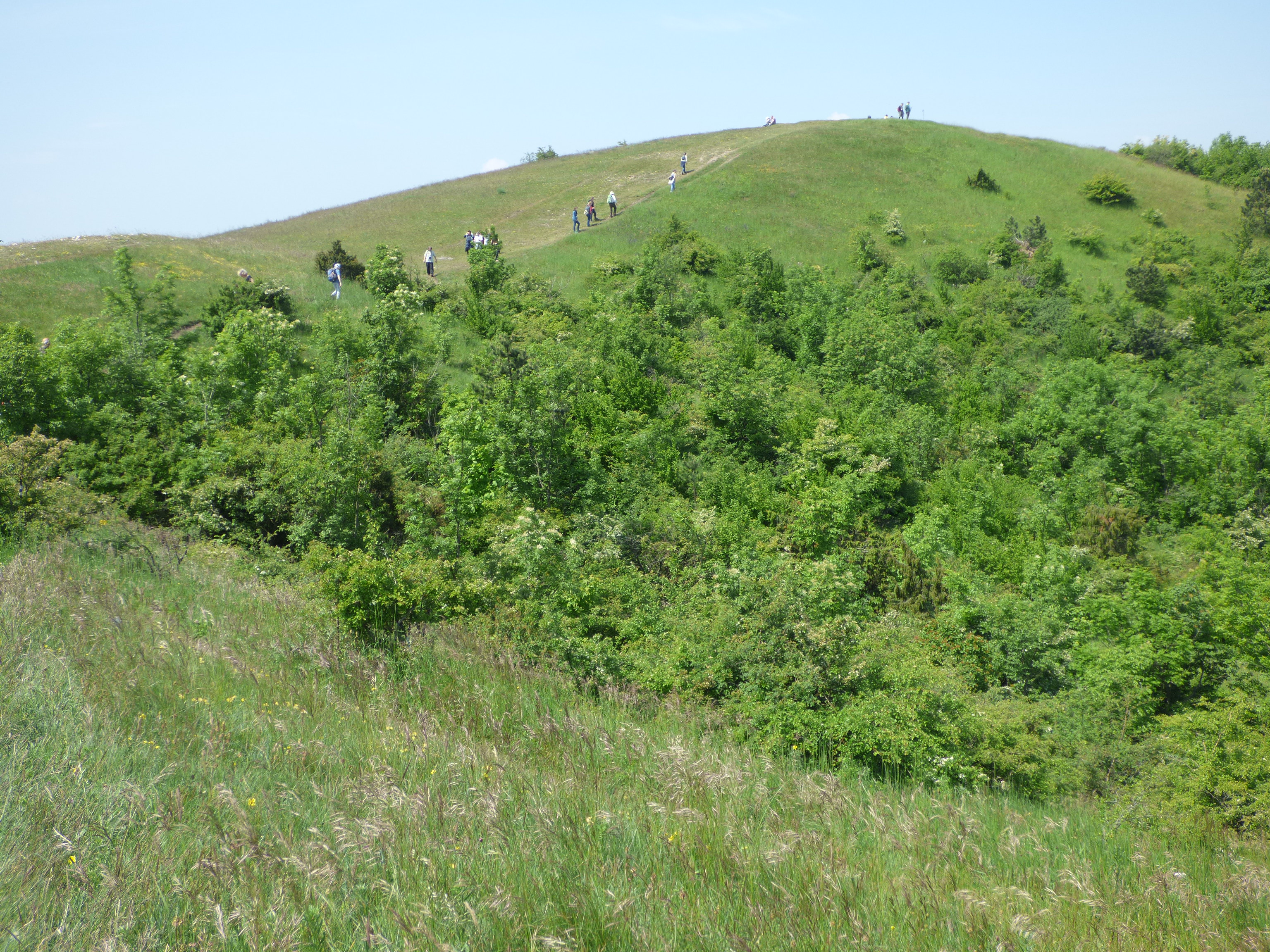
A Nagy-Szénás csúcsa kelet felől
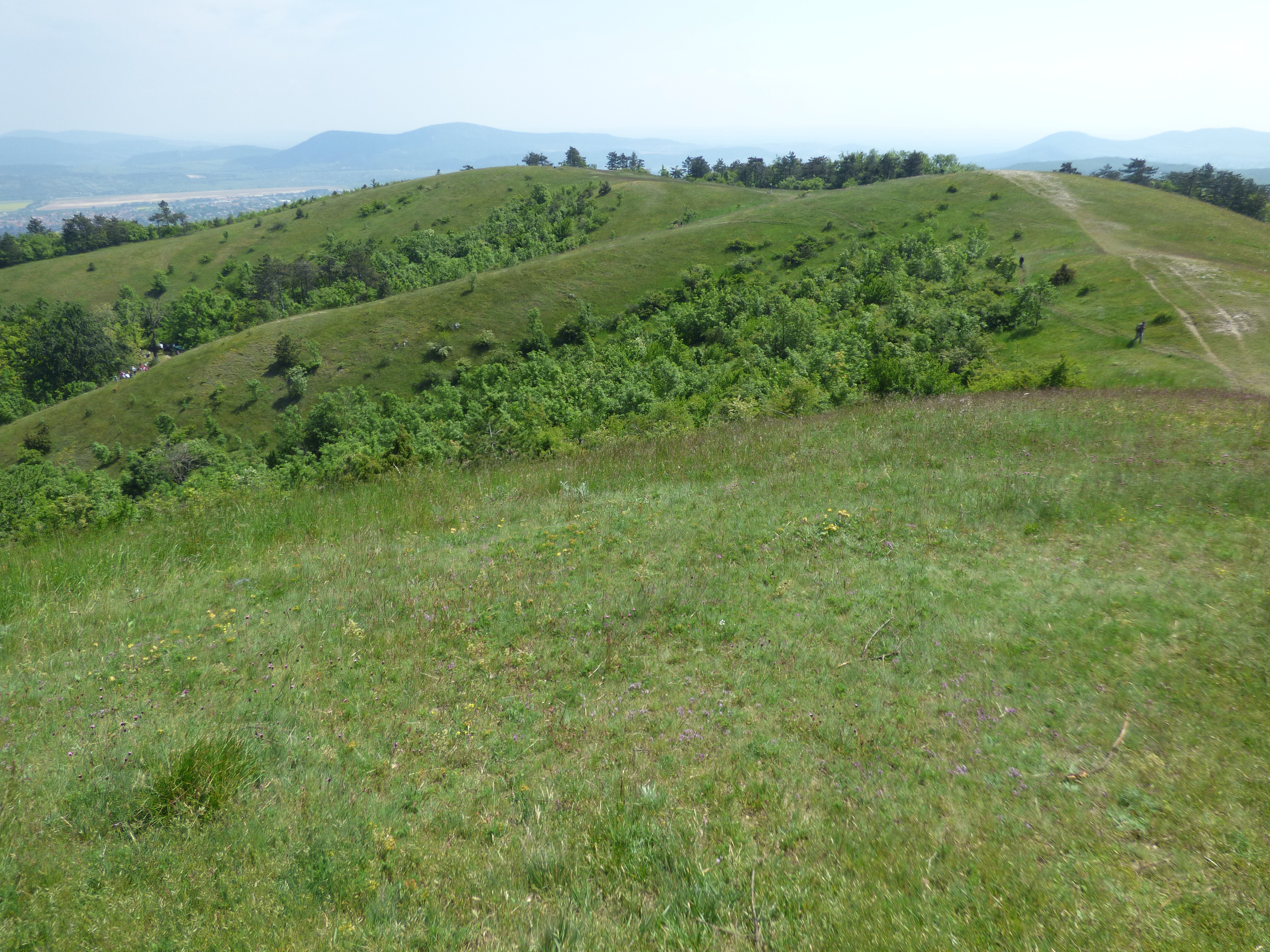
Kilátás kelet-északkelet felé a Nagy-Szénás csúcsáról
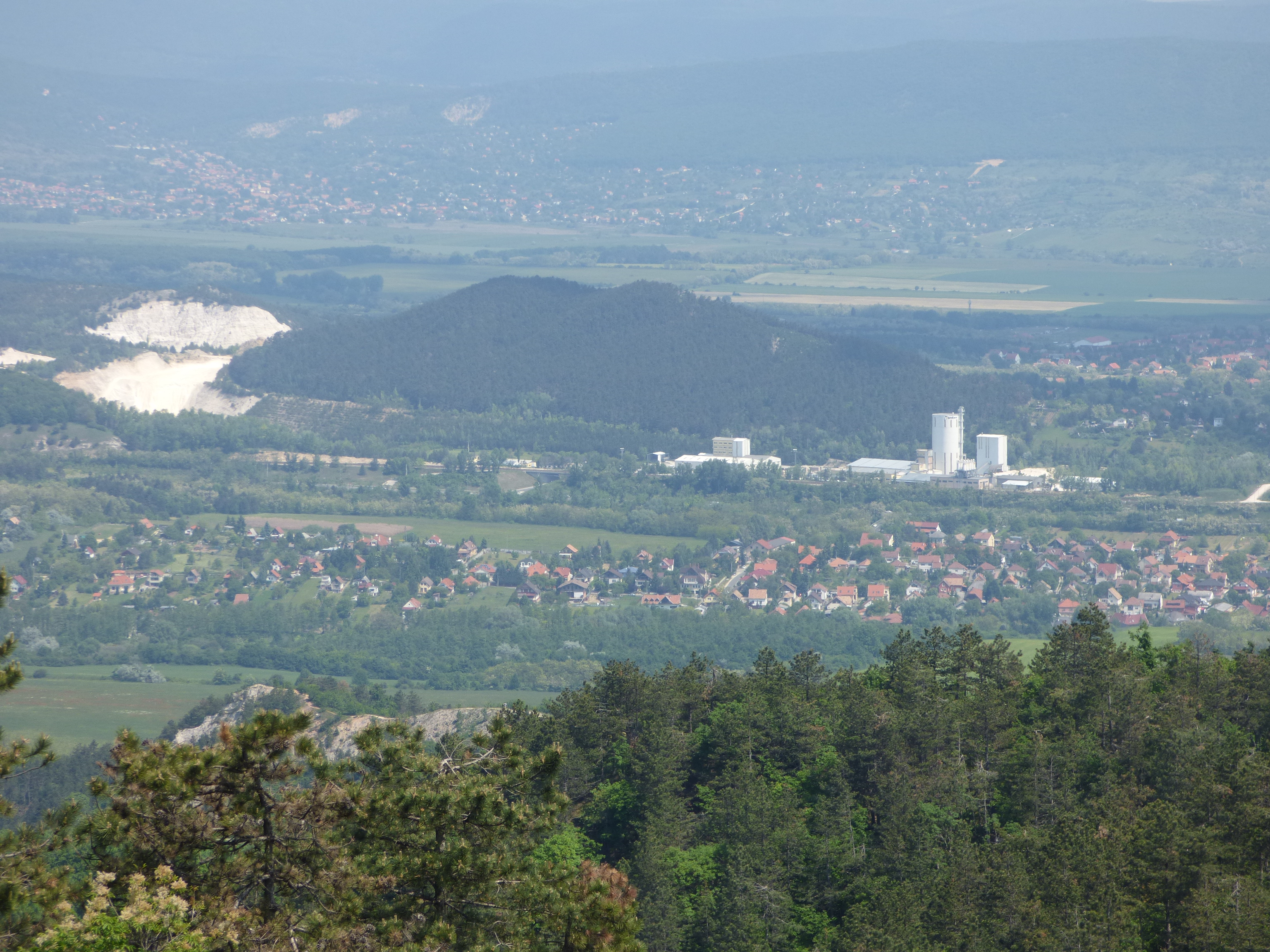
Kilátás észak felé a Nagy-Szénás csúcsáról
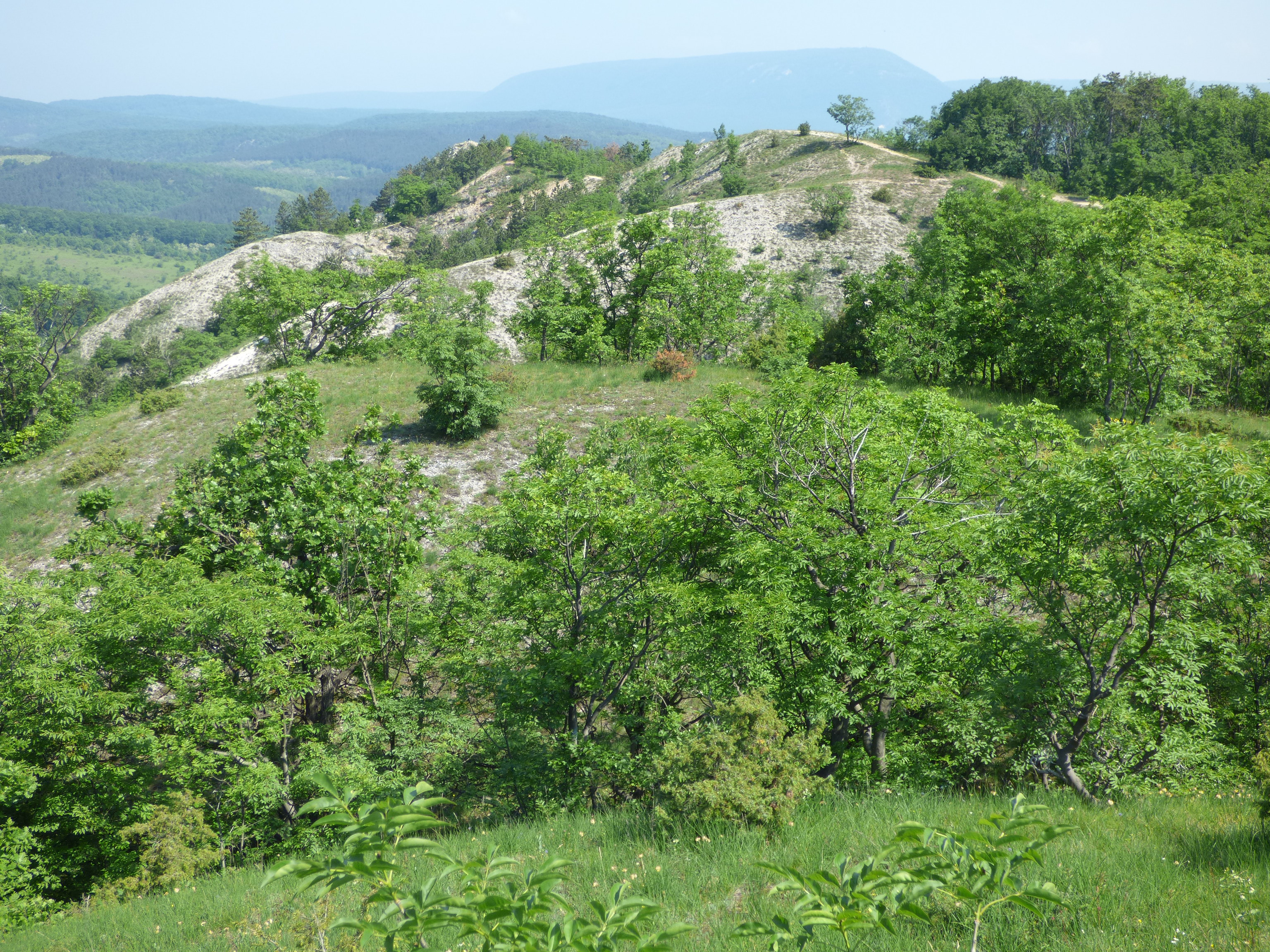
Kilátás a Nagy-Szénás oldalából a Borbás-gerinc irányába
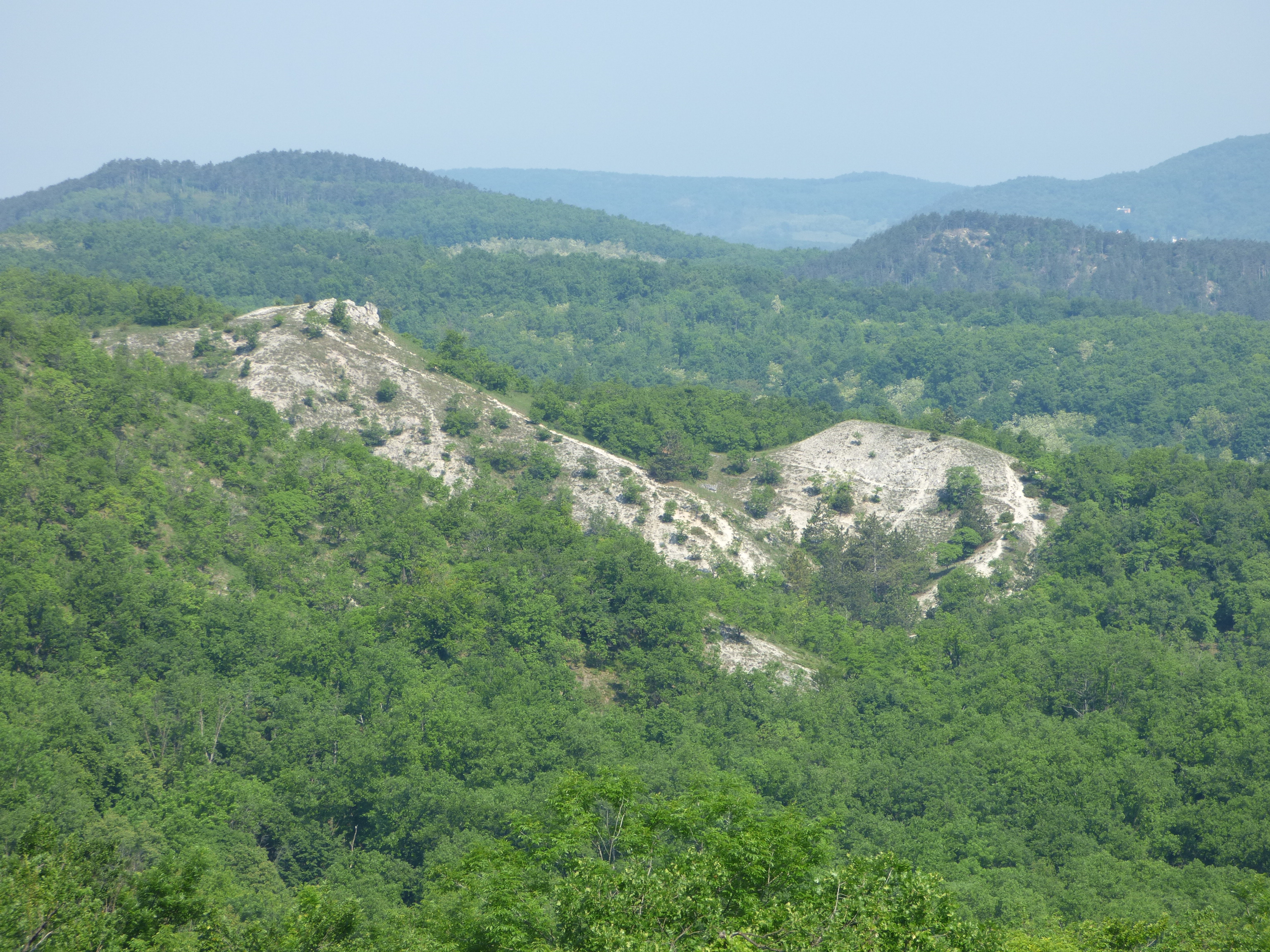
Kilátás a Nagy-Szénás oldalából a Kis-Szénás felé
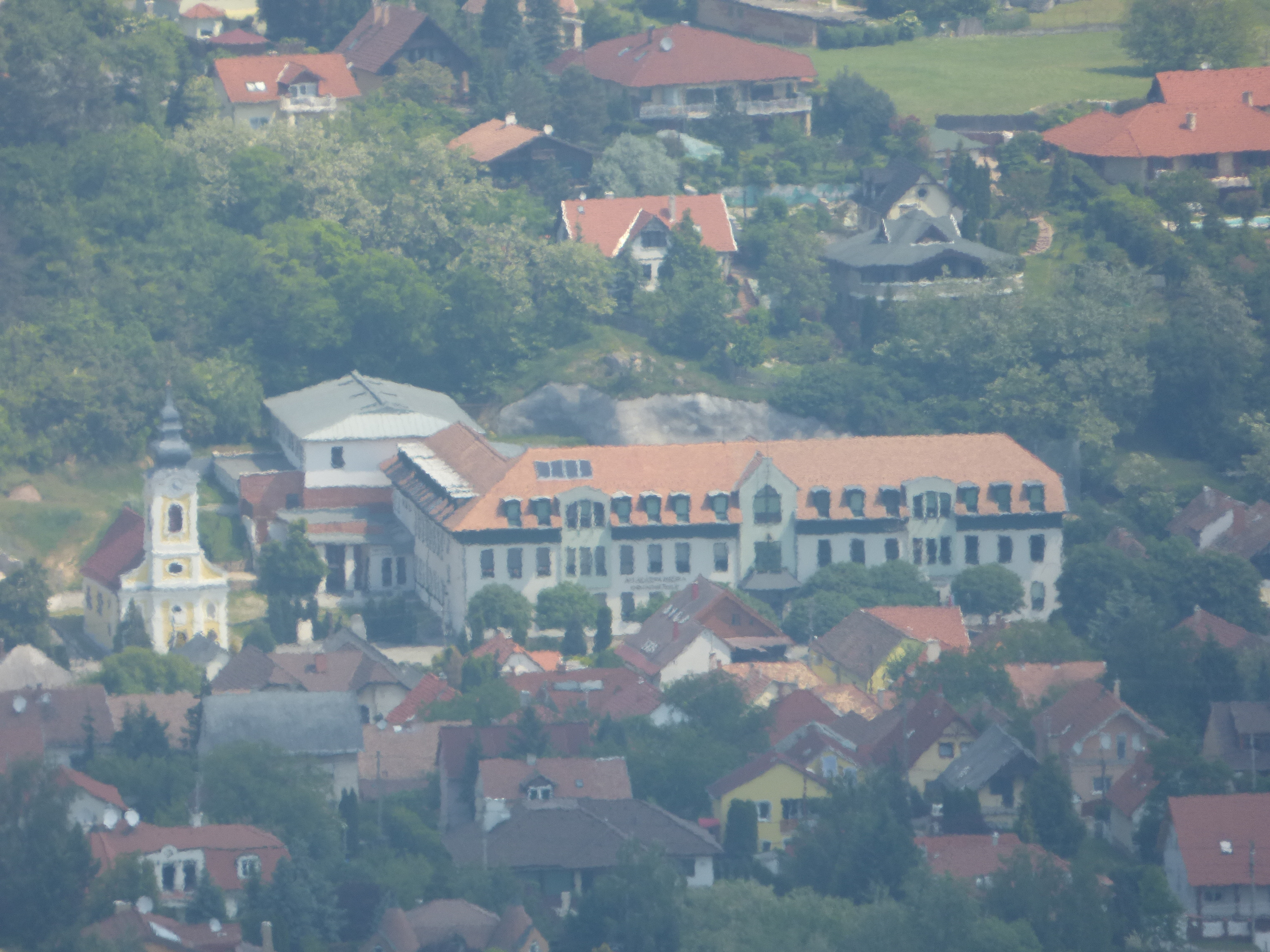
Pilisszentiván főtere a Nagy-Szénás csúcsáról nézve
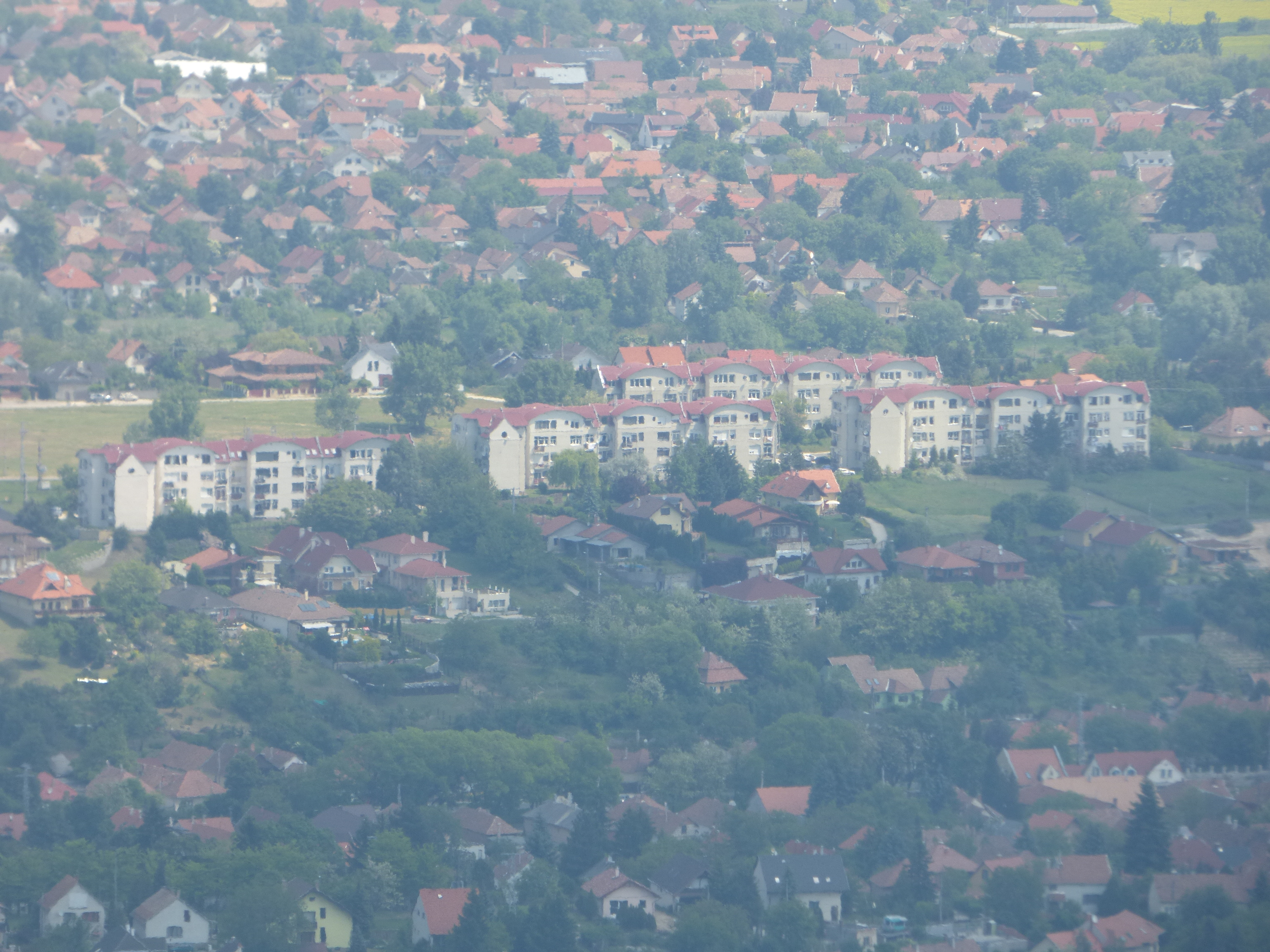
A pilisszentiváni-pilisvörösvári lakótelep ("Csillagváros") a Nagy-Szénás csúcsáról nézve